# Marcus Cheke
Sir Marcus John Cheke, KCVO, CMG (* 20. Oktober 1906; † 22. Juni 1960) war ein britischer Diplomat, der unter anderem zwischen 1957 und seinem Tode 1960 Gesandter beim Heiligen Stuhl war.

## Leben
Marcus John Cheke, Sohn von Oberst Edward George Cheke, absolvierte nach dem Besuch der Clayesmore School ein Studium am Trinity College der University of Oxford. Bei der Unterhauswahl am 30. Mai 1929 bewarb sich der damals erst 22 Jahre alte Cheke als Kandidat der Liberal Party im Wahlkreis New Forest and Christchurch für ein Mandat im Unterhaus (House of Commons), unterlag dabei aber mit 11.520 Stimmen (28,9 Prozent) dem Wahlkreisinhaber der Unionist Party und damaligen Transportminister Wilfrid Ashley, auf den 22.122	Wählerstimmen (55,5 Prozent) entfielen. Er trat danach in den diplomatischen Dienst (HM Foreign Service) des Außenministeriums (Foreign Office) ein und war zunächst zwischen 1931 und 1934 Attaché an der Botschaft in Portugal sowie von 1934 bis 1937 Attaché an der Botschaft in Belgien. 1938 kehrte er an die Botschaft in Portugal zurück und war zunächst bis 1942 Presseattaché sowie im Anschluss  zwischen 1942 und 1945 Erster Sekretär der Botschaft.
Nach seiner Rückkehr übernahm Cheke im Außenministerium von Sir John Monck den Posten als Vizemarschall des diplomatischen Korps (Vice-Marshal of the Diplomatic Corps) und bekleidete diesen bis 1957, woraufhin Dugald Malcolm seine Nachfolge antrat. Zugleich fungierte er zwischen 1951 und 1957 auch als Leiter des Referats Protokoll und Konferenzen (Head of the Protocol and Conference Department). Für seine Verdienste wurde er am 1. Januar 1951 zunächst Commander des Royal Victorian Order (CVO) sowie am 1. Januar 1955 auch Companion des Order of St Michael and St George (CMG). Während dieser Zeit wurde er am 17. Mai 1957 zum Knight Commander des Order of St Michael and St George (KCMG) geschlagen und führte seither den Namenszusatz „Sir“.
Zuletzt wurde Marcus Cheke am 30. Mai 1957 Gesandter beim Heiligen Stuhl und trat dort die Nachfolge von Sir Douglas Frederick Howard an. Er verblieb auf diesem Posten bis zu seinem Tode am 22. Juni 1960 und wurde daraufhin von Sir Peter Scarlett abgelöst. Er bekleidete zudem im Königlichen Haushalt (Royal Household) von Königin Elisabeth II. das Amt eines Extra Gentleman Usher to the Queen.
Cheke war seit dem 17. Oktober 1939 Constance Elizabeth Lopes, Tochter des Politikers Henry Yarde-Buller Lopes, 1. Baron Roborough und Lady Alberta Louise Florence Edgcumbe, einer Tochter von William Edgcumbe, 4. Earl of Mount Edgcumbe. Die Ehe blieb kinderlos.

## Veröffentlichungen
Marcus Cheke war auch als Schriftsteller tätig und verfasste verschiedene Bücher über historische Persönlichkeiten wie Sebastião José de Carvalho e Melo, Marquês de Pombal, François-Joachim de Pierre Kardinal de Bernis und Charlotte Joachime von Spanien. Zu seinen Veröffentlichungen gehören:
- Papillée, 1927
- Dictator of Portugal. A life of the Marquis of Pombal 1699–1782, 1938
- Carlota Joaquina, queen of Portugal, 1947
- The Cardinal de Bernis, 1958